# De Vogelwachter
De De Vogelwachter is een Nederlandse tragikomediefilm uit 2020 over een vogelwachter die in zijn eentje op een fictief, verder onbewoond eiland leeft. De hoofdrol wordt vertolkt door Freek de Jonge. De film werd voor een groot deel opgenomen op Texel.
De Vogelwachter ging op 30 september 2020 in première tijdens het Nederlands Film Festival en werd genomineerd voor twee Gouden kalveren.

## Synopsis
In de film krijgt deze vogelwachter na een halve eeuw op zichzelf geleefd te hebben te horen dat zijn functie opgeheven wordt en hij het eiland moet verlaten. Hij laat het er niet bij zitten en komt op eigenzinnige manier in verzet.

## Rolverdeling
- Freek de Jonge - de vogelwachter
- Sophie van Winden - radiostem
- Quiah Shilue - zeilmeisje
- Nick Golterman - jonge vogelwachter